# Ronan Farrow
Pour les articles homonymes, voir Farrow.
Satchel Ronan O'Sullivan Farrow, né le 19 décembre 1987 à New York, et plus connu sous le nom de Ronan Farrow, est un militant des droits de l'homme, ancien conseiller du gouvernement américain. Avocat de formation, il est également journaliste et lauréat du prix Pulitzer en 2018 pour son enquête sur l'affaire Harvey Weinstein.

## Biographie

### Formation
En 2004, Ronan Farrow est diplômé du Bard College dans deux matières principales, la philosophie et la biologie,, à l'âge de 15 ans (le plus jeune de l'histoire de l'établissement) et de l'université Yale à 16 ans. Il est reconnu comme surdoué,,. En 2009, il sort diplômé de l'École de droit de Yale, où il a dirigé la revue Yale Journal of International Affairs,. Il effectue un stage au bureau de l'avocat en chef de la commission des relations internationales de la Chambre des représentants. Il est ensuite admis au barreau de New York tout en travaillant dans le droit humanitaire,. En 2011, il bénéficie d'une bourse Rhodes - bourse d'excellence universitaire - lui permettant d'étudier pendant un an la science politique et les relations internationales à l'université d'Oxford,,.

### Activités

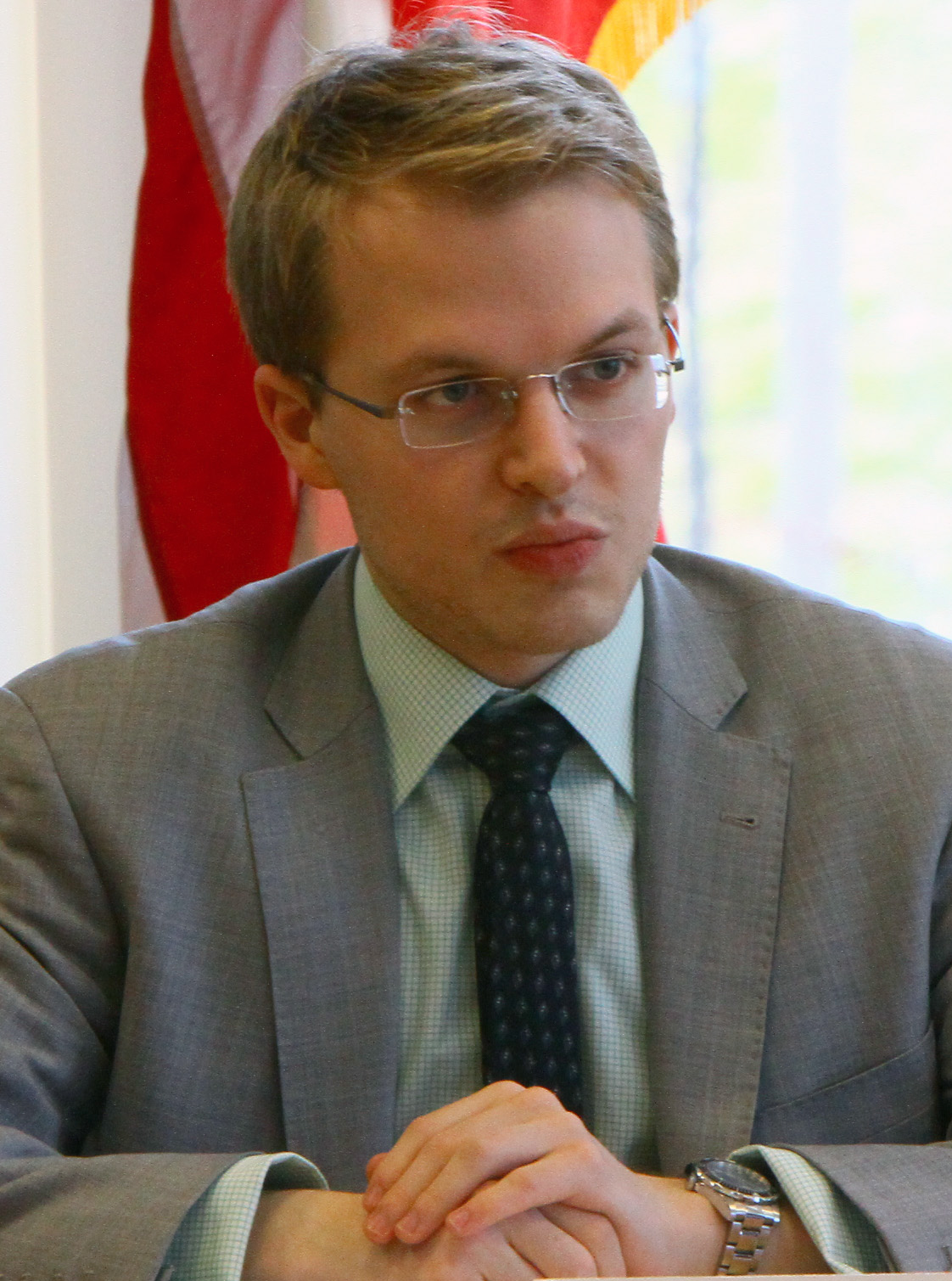
Ronan Farrow en 2012.

Ronan Farrow est porte-parole de l'UNICEF entre 2001 et 2009. Lors d'une mission au Soudan, il contracte une infection osseuse qui le condamne à utiliser une chaise roulante puis des béquilles pendant quatre ans,. Il publie plusieurs tribunes dans la presse américaine au sujet de la guerre du Darfour. Il entre au département d'État des États-Unis en tant que conseiller spécial aux affaires humanitaires du diplomate Richard Holbrooke, le représentant spécial pour l'Afghanistan et le Pakistan, pour lequel il écrit des discours, dès l’âge de 23 ans,.

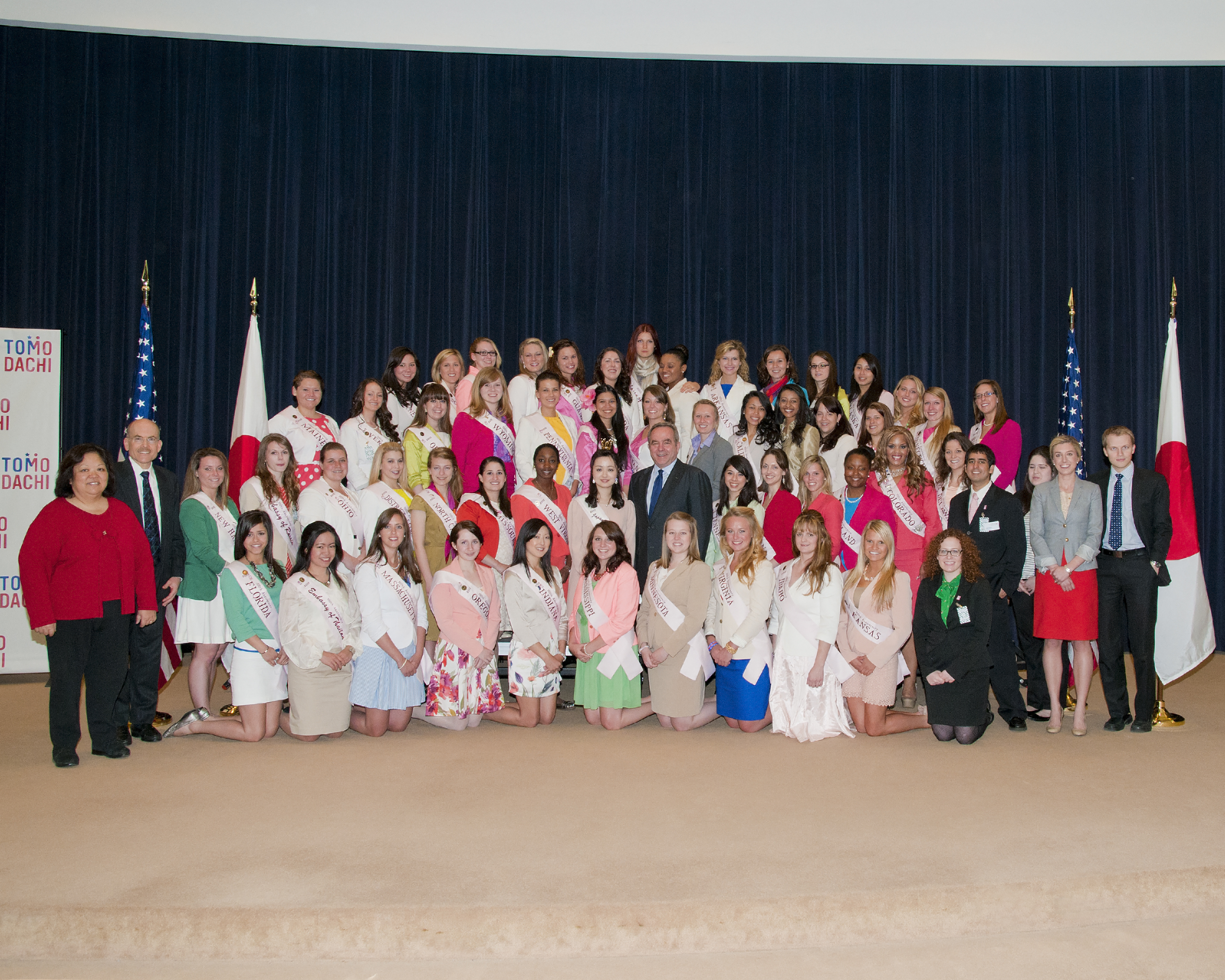
Participants au National Cherry Blossom Festival à Washington, avec Ronan Farrow sur la droite.

À partir de 2011, il occupe le poste de conseiller spécial de la secrétaire d'État Hillary Clinton sur les questions relatives à la jeunesse,,.
Il écrit pour le Los Angeles Times, l’International Herald Tribune, ou encore The Wall Street Journal,. Il rédige un livre consacré aux effets de l'aide militaire et économique américaine, dont il vend les droits à l'éditeur Penguin Books,.
À partir de février 2014, il présente une émission quotidienne, intitulée Ronan Farrow Daily, sur la chaîne d'information MSNBC,,. Les audiences de l'émission déçoivent la chaîne qui la déprogramme en février 2015 et annonce qu'il interviendra dans d'autres émissions en tant que correspondant. Il est ensuite sous contrat avec la NBC pour des sujets d'investigation
En 2017, son enquête sur Harvey Weinstein, publiée dans The New Yorker au terme de dix mois de recherches, corrobore celle du New York Times et donne de l'ampleur aux accusations de harcèlement sexuel du producteur,,. Il en obtient le prix Pulitzer du service public partagé avec trois autres journalistes du New York Times,.
En février 2018, il publie dans The New Yorker une enquête dans laquelle il accuse le président Donald Trump de monnayer le silence de jeunes femmes avec qui il aurait eu une liaison alors qu’il était déjà marié à Melania Trump,.
En 2019, il publie un best-seller intitulé Catch and Kill: Lies, Spies, and a Conspiracy to Protect Predators (Les faire taire : Mensonges, espions et conspirations : comment les prédateurs sont protégés),,.
En 2020, une tribune d'opinion dans le New York Times remet en cause sa méthodologie journalistique et son parti-pris : « il livre des récits irrésistiblement cinématographiques - avec d'indubitables héros et des méchants - et omet souvent les faits compliqués et les détails gênants qui peuvent les rendre moins dramatiques. Parfois, il ne suit pas toujours les impératifs journalistiques typiques de divulgation et de corroboration rigoureuses, ou il suggère des complots alléchants mais ne peut les prouver »,. L'éditeur de Farrow au New Yorker, Michael Luo, publie sur Twitter une série de démentis de l'article, soulignant le travail de contrôle des sources par leurs équipes et maintenant son soutien au travail de Farrow. Dans un article pour Slate, la journaliste Ashley Feinberg note un manque de rigueur dans les arguments avancés par la tribune initiale du New York Times, « sacrifiant l'exactitude pour quelque vague perception centriste de l'impartialité ».

## Famille et vie privée
Satchel Ronan Farrow est le fils naturel de l'actrice Mia Farrow et putativement du cinéaste Woody Allen,, couple en relation de 1979 à 1992 et vivant séparément de chaque côté de Central Park à New York. À sa naissance, il est le benjamin d'une fratrie d'au moins sept enfants dont la majorité sont des enfants adoptés (après 1987, Mia Farrow adoptera encore d'autres enfants), et passe son enfance principalement dans la maison familiale des Farrow à Bridgewater dans le Connecticut,.
À l'origine, Woody Allen lui donne le prénom de son joueur de baseball favori, Satchel Paige, mais plus tard, Satchel décide de ne plus l'utiliser. En effet, il ne lui a jamais pardonné d'avoir engagé une liaison avec Soon-Yi Previn, la fille adoptive de Mia et du chef d'orchestre André Previn et d'avoir divorcé de Mia Farrow pour cette dernière. Qualifiant de « transgression morale » la liaison de son père avec la fille de sa mère, il décide de n'utiliser désormais que son deuxième prénom, Ronan,,, . Il lui reproche aussi des attouchements pédophiles sur sa soeur Dylan, alors âgée de 7 ans. Il laisse alors publiquement planer le doute sur l'identité réelle de son père, suggérant qu'il pourrait être en fait le fils de Frank Sinatra. Le résultat d'aucun test de paternité n'étant connu, ce lien de parenté ou un autre ne peut être exclu.
Après la séparation de ses parents en 1993 alors qu'il a 6 ans, une bataille juridique au sujet de la garde des enfants oppose Farrow et Allen et défraye la chronique ; la garde est finalement accordée à la mère en 1997 et Satchel ne peut voir son père putatif que sous surveillance,. Prenant dès lors parti pour sa mère, Ronan Farrow en vient à ne plus avoir de contact avec Woody Allen,,.
À la suite de ce scandale très médiatisé, sa mère adopte encore six autres enfants. Mais elle perd, dans des circonstances dramatiques, trois des frères et sœurs adoptifs de Ronan: Tam Farrow en 2000, Lark Song Previn en 2008 et Thaddeus Wilk Farrow en 2016,,.
En 2013, sa mère déclare au magazine Vanity Fair que Ronan est « peut-être » (« possibly ») le fils de Frank Sinatra, avec qui elle a été mariée de 1966 à 1968, et qu'elle a continué à fréquenter par la suite. Ronan Farrow, pour sa part, entretient l'incertitude en écrivant sur son compte Twitter : « Écoutez, nous sommes tous "peut-être" le[s] fils de Frank Sinatra,,,. » Barbara Marx, qui a été mariée au chanteur de 1976 jusqu'à sa mort en 1998, estime que ces allégations n'ont aucun fondement (le chanteur avait de fait 73 ans à la naissance de l'enfant). Avec sa mère, Ronan Farrow avait néanmoins assisté aux funérailles du chanteur en 1998, à Beverly Hills. Un porte-parole de Woody Allen explique que le cinéaste ne souhaite pas réagir car l'article de Vanity Fair est « fictif et absurde ».
À partir de 2014, Ronan Farrow défend plusieurs fois Dylan, une de ses sœurs adoptives, qui accuse Woody Allen de l'avoir agressée sexuellement par attouchements en août 1992 alors qu'elle avait 7 ans, et lui-même 4 ans,,,,,,,. L'année précédente, son oncle maternel, John Charles Villiers-Farrow, est condamné pour abus sexuel sur enfants,,,.
En avril 2018, il évoque son orientation sexuelle pour la première fois en public lors la soirée de remise de prix organisée par la Point Foundation qui célèbre les personnes LGBTQ,. Depuis 2011, il est en couple avec Jon Lovett, scénariste, podcasteur et ancien rédacteur de discours pour Barack Obama,,. Le couple annonce ses fiançailles en 2019 — Ronan Farrow ayant demandé son compagnon en mariage dans un brouillon de son livre Les faire taire, paru en octobre 2019,.

## Publications
- Paix en guerre : la fin de la diplomatie et le déclin de l'influence américaine (War on peace: The End of Diplomacy and the Decline of American Influence, publié en 2018), Calmann-Lévy, 2019  (ISBN 978-2702165447).
- Les faire taire. Mensonges, espions et conspirations : comment les prédateurs sont protégés (Catch and Kill: Lies, Spies, and a Conspiracy to Protect Predators, publié en 2019), Calmann-Lévy, 2019  (ISBN 978-2702167359).

## Filmographie
- Unbreakable Kimmy Schmidt : lui-même (épisode 8, saison 4)
- L'Intouchable (documentaire de 2019) où il témoigne sur l'affaire Harvey Weinstein
- Arès de Jean-Patrick Benes, sorti en 2016, où il incarne le président des États-Unis (scène brève où son nom est évoqué à la radio)
- Surveilled (documentaire 2024) au sujet du logiciel espion Pegasus